# Diathrausta ochrifuscalis
Diathrausta ochrifuscalis is een vlinder uit de familie van de grasmotten (Crambidae), uit de onderfamilie van de Spilomelinae. De wetenschappelijke naam van deze soort is voor het eerst voorgesteld als Endotricha ochrifuscalis door George Francis Hampson in een publicatie uit 1903.
De soort komt voor in India (Meghalaya).